# Бистрімовка
Бистрі́мовка (каз. Быстримовка) — село у складі Сандиктауського району Акмолинської області Казахстану. Входить до складу Лісного сільського округу.
Населення — 141 особа (2021; 178 у 2009, 266 у 1999, 369 у 1989).
Національний склад станом на 1989 рік:
- росіяни — 68 %;
- німці — 27 %.

У радянські часи село називалось також Бастримовка.